# Prusice
För orten i Tjeckien, se Prusice, Tjeckien.
Prusice, tyska: Prausnitz, är en småstad i sydvästra Polen, belägen i distriktet Powiat trzebnicki i Nedre Schlesiens vojvodskap, 10 kilometer nordväst om distriktets huvudort Trzebnica. Tätorten hade 2 273 invånare i juni 2014 och är centralort i en stads- och landskommun med totalt 9 355 invånare samma år.

## Kända invånare
- Edward Barcik (född 1950), tävlingscyklist.